# Meta (police de caractères)
Pour les articles homonymes, voir Meta ou Méta.
Meta ou FF Meta est une police de caractères linéale néohumaniste créée par Erik Spiekermann, initialement pour la Deutsche Bundespost et ensuite publiée dans la bibliothèque de polices de caractères FontFont de sa compagnie FontShop en 1991.